# Floyd Allport
Floyd Henry Allport (* 22. August 1890 in Milwaukee, Wisconsin, USA; † 15. Oktober 1978 in Los Altos, Kalifornien, USA) war von 1924 bis 1956 Professor für Sozialpsychologie und Politische Psychologie an der Syracuse University’s Maxwell School of Citizenship and Public Affairs (in Syracuse, NY, USA) und Gastprofessor an der University of California, Berkeley. Er war Mitbegründer der zeitgenössischen Sozialpsychologie.
Floyd Henry Allport war der Bruder von Gordon Willard Allport.

## Hauptwerke
- Social Psychology, ISBN 0-384-00890-9
- Institutional Behavior: Essays toward a Re-interpreting of Contemporary Social Organization, ISBN 0-8371-2145-0
- Theories of Perception and the Concept of Structure: A Review and Critical Analysis with an Introduction to a Dynamic, ISBN 0-7581-0489-8